# Linnaemya impudica
Linnaemya impudica là một loài ruồi trong họ Tachinidae.